# Heinrich Emde
Heinrich Emde (ur. 27 marca 1913, data śmierci nieznana) – niemiecki zbrodniarz nazistowski, członek załogi  niemieckiego obozu koncentracyjnego Buchenwald i SS-Oberscharführer.
Członek personelu Buchenwaldu w latach 1938–1942. Brał udział w morderstwach dokonywanych na więźniach żydowskich w 1938. 9 listopada 1939 uczestniczył w rozstrzelaniu 21 Żydów w odwecie za zamach na Hitlera, który miał miejsce dzień wcześniej w Monachium. Wreszcie w latach 1941–1942 był członkiem Kommando 99, którego zadaniem było mordowanie w Buchenwaldzie jeńców radzieckich.
W 1953 Emde stanął przed zachodnioniemieckim Sądem w Kassel. W dniu 20 października 1953 został skazany za zbrodnie popełnione w Buchenwaldzie na 8 lat więzienia.